# Eulalia austrophylliformis
Eulalia austrophylliformis är en ringmaskart som beskrevs av Uschakov 1972. Eulalia austrophylliformis ingår i släktet Eulalia och familjen Phyllodocidae. Inga underarter finns listade i Catalogue of Life.